# Christopher Lambert
Christopher Lambert, született Christophe Guy Denis Lambert (New York, 1957. március 29. –) César-díjas francia színész és producer.

## Életrajza

### Ifjúsága
New Yorkban, Long Islanden született francia szülők gyermekeként, s mivel az ENSZ alkalmazásában álló édesapja kötelezettségei miatt a család sűrűn váltogatta lakhelyét, gyermeküket rendre svájci bentlakásos iskolákban helyezték el. Bár már kora gyermekkorától érdeklődött a színház iránt, szülei tanácsára mégis előbb a londoni tőzsdén vállalt munkát, majd a francia hadseregben szolgált. A színészet iránti vonzódását látva végül édesapja ráállt, hogy támogassa Christopher tanulmányait a patinás Párizsi Konzervatóriumban.

### Pályája
Első filmszerepeit az 1980-as évek elején kapta, majd sikerrel tűnt fel a Greystoke – Tarzan, a majmok ura című kalandfilmben, első elismerését azonban Luc Besson Metrójában aratta, melyért César-díjjal jutalmazták. Máig legjellemzőbb alakítása, Connor MacLeod, a halhatatlan skót a Hegylakó címszerepében, pedig végre elhozta számára a kívánt népszerűséget, melynek révén ma is sokan csak a hegylakóként ismerik őt. Gyermekkori szembetegségének köszönhető átható tekintete (mivel rossz látása ellenére nem viselhetett kontaktlencsét, a kardjelenetek biztonságos leforgatásához hihetetlenül sok gyakorlásra volt szüksége) és kedvező fizikai adottságai révén Lambert az elkövetkező években elsősorban kaland- és akciófilmek kedvelt főszereplőjeként növelte ázsióját: a Hegylakó két folytatása mellett feltűnt a Fortress – 33 emelet mélyen a pokolban, a Fenegyerekek, valamint a Mortal Kombat című filmekben is. A szerzett ismertsége ellenére a kilencvenes évek elején készült filmjei rendre elbuktak a mozikasszáknál, ezért az évtized végére egyre alacsonyabb nívójú filmekben szerepelt, azóta is javarészt ilyen filmekben látható, de sorozatban is felbukkant, például az NCIS: Los Angeles-ben.

### Magánélete
Diane Lane-nel 1988-tól 1994-ig élt házasságban, ebből a házasságból született egy lánya 1993. szeptember 5-én – Eleanor Jasmine. A következő házasságai rövidebbek voltak: Jaimyse Haft (1999-2000), Sophie Marceau (2012-2014)

## Filmográfia

### Film
| Év   | Magyar cím                             | Eredeti cím                                       | Szerep                           | Magyar hang            |
| ---- | -------------------------------------- | ------------------------------------------------- | -------------------------------- | ---------------------- |
| 1979 |                                        | Ciao, les mecs                                    | nehézfiú                         |                        |
| 1980 | Végzetes bosszú                        | The Telephone Bar                                 | Paul "Bébé" Franchi              |                        |
| 1981 |                                        | Asphalte                                          | doktor                           |                        |
| 1981 |                                        | Une sale affaire                                  | Mullard                          |                        |
| 1981 |                                        | Putain d'histoire d'amour                         | felügyelő                        |                        |
| 1982 | A törvényes erőszak                    | Légitime violence                                 | Jockey                           | Sebestyén András       |
| 1984 | Greystoke – Tarzan, a majmok ura       | Greystoke: The Legend of Tarzan, Lord of the Apes | John Clayton / Tarzan            | Rátóti Zoltán          |
| 1984 | Greystoke – Tarzan, a majmok ura       | Greystoke: The Legend of Tarzan, Lord of the Apes | John Clayton / Tarzan            | Széles László          |
| 1985 | Az élet megy tovább                    | Paroles et Musique                                | Jeremy                           | Maros Gábor            |
| 1985 | Az élet megy tovább                    | Paroles et Musique                                | Jeremy                           | Stohl András           |
| 1985 | Metró                                  | Subway                                            | Fred                             | Stohl András           |
| 1986 | Hegylakó                               | Highlander                                        | Connor MacLeod                   | Jakab Csaba            |
| 1986 | Hegylakó                               | Highlander                                        | Connor MacLeod                   | Kautzky Armand         |
| 1986 | I Love You                             | I Love You                                        | Michel                           | Kőszegi Ákos           |
| 1987 | A szicíliai                            | The Sicilian                                      | Salvatore Giuliano               | Szabó Sipos Barnabás   |
| 1987 | A szicíliai                            | The Sicilian                                      | Salvatore Giuliano               | Szakácsi Sándor        |
| 1987 | A szicíliai                            | The Sicilian                                      | Salvatore Giuliano               | Szabó Sipos Barnabás   |
| 1987 | A szicíliai                            | The Sicilian                                      | Salvatore Giuliano               | Király Attila          |
| 1988 |                                        | Priceless Beauty (Love Dream)                     | Menrou                           |                        |
| 1988 | Megölni egy papot                      | To Kill a Priest                                  | Alek atya                        | Szakácsi Sándor        |
| 1988 | Megölni egy papot                      | To Kill a Priest                                  | Alek atya                        | Király Attila          |
| 1990 | Bizánci tűz                            | Why Me?                                           | Gus Cardinale                    | Mácsai Pál             |
| 1990 | Bizánci tűz                            | Why Me?                                           | Gus Cardinale                    | Rátóti Zoltán          |
| 1990 | Bizánci tűz                            | Why Me?                                           | Gus Cardinale                    | Tokaji Csaba           |
| 1991 | Hegylakó 2. – A visszatérés            | Highlander II: The Quickening                     | Connor MacLeod                   | Vass Gábor             |
| 1991 | Hegylakó 2. – A visszatérés            | Highlander II: The Quickening                     | Connor MacLeod                   | Szakácsi Sándor        |
| 1991 | Hegylakó 2. – A visszatérés            | Highlander II: The Quickening                     | Connor MacLeod                   | Vass Gábor             |
| 1992 | Gyilkosság lólépésben                  | Knight Moves                                      | Peter Sanderson                  | Rátóti Zoltán          |
| 1992 | Mesterfogás                            | Max et Jérémie                                    | Jeremie Kolachowsky              | Rátóti Zoltán          |
| 1992 | Mesterfogás                            | Max et Jérémie                                    | Jeremie Kolachowsky              | Laklóth Aladár         |
| 1992 | Fortress – 33 emelet mélyen a pokolban | Fortress                                          | John Henry Brennick              | Szakácsi Sándor        |
| 1993 | Haláli fegyver (törölt jelenet)        | Loaded Weapon 1                                   | autóban telefonáló férfi (cameo) |                        |
| 1994 | Fenegyerekek                           | Gunmen                                            | Dani Servigo                     | Kozák András           |
| 1994 | Fenegyerekek                           | Gunmen                                            | Dani Servigo                     | Kőszegi Ákos           |
| 1994 | Fenegyerekek                           | Gunmen                                            | Dani Servigo                     | Csankó Zoltán          |
| 1994 | Véres virágok                          | Roadflower                                        | Jack                             | Rátóti Zoltán          |
| 1994 | Hegylakó 3. – A mágus                  | Highlander III: The Sorcerer                      | Connor MacLeod / Russell Nash    | Szakácsi Sándor        |
| 1995 | A préda                                | The Hunted                                        | Paul Racine                      | Kőszegi Ákos           |
| 1995 | Áldatlan állapotban                    | Nine Months                                       | vezető producer                  |                        |
| 1995 | Mortal Kombat                          | Mortal Kombat                                     | Raiden                           | Mihályi Győző          |
| 1996 | Jégcsillag                             | North Star                                        | Hudson Saanteek                  | Csernák János          |
| 1996 | Adrenalin                              | Adrenalin: Fear the Rush                          | Lemieux                          | Csernák János          |
| 1996 | Hercule és Sherlock                    | Hercule et Sherlock                               | Vincent                          | Szakácsi Sándor        |
| 1997 | Nirvána                                | Nirvana                                           | Jimi Dini                        | Csernák János          |
| 1997 | Arlette szerencséje                    | Arlette                                           | Frank Martin                     | Szakácsi Sándor        |
| 1997 | Öld, ahogy éred!                       | Mean Guns                                         | Lou                              | Sinkovits-Vitay András |
| 1997 | Öld, ahogy éred!                       | Mean Guns                                         | Lou                              | Kárpáti Levente        |
| 1999 | Majd elválik                           | Operation Splitsville                             | Max, testneveléstanár            | Lux Ádám               |
| 1999 | Feltámadás                             | Resurrection                                      | John Prudhomme                   | Kőszegi Ákos           |
| 1999 | Beowulf – A sötétség harcosa           | Beowulf                                           | Beowulf                          | Kőszegi Ákos           |
| 1999 |                                        | Gideon                                            | Gideon Oliver Dobbs              |                        |
| 2000 | Fortress 2. – Pokoli űr                | Fortress 2: Re-Entry                              | John Henry Brennick              | Mihályi Győző          |
| 2000 | Hegylakó 4. – A játszma vége           | Highlander: Endgame                               | Connor MacLeod                   | Szakácsi Sándor        |
| 2000 | Hegylakó 4. – A játszma vége           | Highlander: Endgame                               | Connor MacLeod                   | Szabó Máté             |
| 2001 | Druidák                                | Druids                                            | Vercingetorix                    | László Zsolt           |
| 2001 | Bérgyilkos ösztön                      | The Point Men                                     | Tony Eckhardt                    | Sörös Sándor           |
| 2002 | Fegyverek dallama                      | The Piano Player                                  | Alex Laney                       |                        |
| 2003 | Absolon – Vírus a jövőből              | Absolon                                           | Norman Scot nyomozó              | Szakácsi Sándor        |
| 2003 | Janis és John                          | Janis and John                                    | Léon                             | Jakab Csaba            |
| 2004 | Saját képére                           | À ton image                                       | Thomas                           | Epres Attila           |
| 2006 | A harag napja                          | Day of Wrath                                      | Ruy de Mendoza                   | Kőszegi Ákos           |
| 2006 | A káosz birodalma                      | Southland Tales                                   | Walter Mung                      | Mihályi Győző          |
| 2006 |                                        | Le Lièvre de Vatanen                              | Tom Vatanen                      |                        |
| 2007 | Metamorfózis                           | Metamorphosis                                     | Constantine Thurzo               | Szakácsi Sándor        |
| 2007 | A 401-es szoba titka                   | La disparue de Deauville                          | Jacques                          | Epres Attila           |
| 2008 |                                        | The Chauffeur (Kierowca)                          | Devereaux                        |                        |
| 2009 |                                        | White Material                                    | Andre Vial                       |                        |
| 2009 | Cartagena                              | Cartagena                                         | Leo                              | László Zsolt           |
| 2011 | A szellemlovas – A bosszú ereje        | Ghost Rider: Spirit of Vengeance                  | Methodius                        | Mihályi Győző          |
| 2012 |                                        | The Foreigner (Чужденецът)                        | Vincent                          |                        |
| 2013 |                                        | Blood Shot                                        | elnök                            |                        |
| 2013 |                                        | The Gardener of God                               | Gregor Mendel                    |                        |
| 2014 | A simlis bankrabló                     | Electric Slide                                    | Roy Fortune                      | Kőszegi Ákos           |
| 2015 |                                        | Shades of Truth                                   | Ennio Salvemini bíboros          |                        |
| 2015 |                                        | 10 Days in a Madhouse                             | Dr. Dent                         |                        |
| 2015 |                                        | Un plus une                                       | Samuel Hamon                     |                        |
| 2016 | Ave, Cézár!                            | Hail, Caesar!                                     | Arne Slessum                     | Mihályi Győző          |
| 2016 |                                        | La folle histoire de Max et Léon                  | Lassard százados                 |                        |
| 2017 |                                        | Chacun sa vie et son intime conviction            | Antoine de Vidas                 |                        |
| 2018 | Kickboxer: Megtorlás                   | Kickboxer: Retaliation                            | Thomas Moore                     | Kőszegi Ákos           |
| 2018 |                                        | Sobibor                                           | Karl Frenzel                     |                        |
| 2018 | Életszonáta                            | Bel Canto                                         | Simon Thibault                   |                        |

### Televízió
- 2017 – The Broken Key ... Count Francis Rosebud
- 2017 – Chacun sa vie ... Antoine de Vidas
- 2016 – Mata Hari ... Kramer 5 epizód
- 2016 – Ave Cézár! ... Arne Seslum
- 2013 – La source ... John Lacanal 6 epizód
- 2012/13- NCIS: Los Angeles ... Marcel Janvier 6 epizód
- 2012 – A nejem és a feleségem ... Giacomo
- 2010 – A bálnák titka ... Chris Cassel
- 2009 – Percussions ... Léo
- 2007 – La Disparue de Deauville ... Jacques
- 2006 – Le Lièvre de Vatanen ... Tom Vatanen
- 2005 – Dalida ... Richard Chanfray
- 1986 – Szavak és muzsika (Love Songs)

### Producerként
- 2006 – A harag napja (Day of Wrath) ... ügyvezető producer
- 2004 – A gyóntató (The Good Shepherd) ... ügyvezető producer
- 2002 – Fegyverek dallama (The Piano Player) ... ügyvezető producer
- 1999 – Újjászületés (Resurrection) ... történetíró, producer
- 1995 – Jégcsillag (Tashunga) ... ügyvezető producer
- 1995 – Áldatlan állapotban (Nine Months) ... ügyvezető producer

## Díj
- César-díj
  - 1986 díj: legjobb színész – Metró

## Fordítás
- Ez a szócikk részben vagy egészben  a   Christopher_Lambert című angol Wikipédia-szócikk fordításán alapul.  Az eredeti cikk szerkesztőit annak laptörténete sorolja fel. Ez a jelzés csupán a megfogalmazás eredetét és a szerzői jogokat jelzi, nem szolgál a cikkben szereplő információk forrásmegjelöléseként.